# Cryptoparachtes charitonowi
Cryptoparachtes charitonowi là một loài nhện trong họ Dysderidae.
Loài này thuộc chi Cryptoparachtes. Cryptoparachtes charitonowi được miêu tả năm 1972 bởi Mcheidze.